# Филмски студио Титоград
Филмски студио, Титоград, је предузеће за производњу филмова које је основано 1966. после гашења Ловћен филмa, а од њихове технике коју је откупила новооснована Телевизија Титоград а у чијој организацији је настао Филмски студио Титоград. 
Aдминистративни апарат Филмског студија Титоград сведен је на минимум, али се услови за производњу нису много побољшали и нису могли самостално финансирати реализацију ниједног играног филма. 
Филмски студио Титоград је произвео је укупно 42 краткометражна, документарна филма и око 9 играних дугометражних филмова . Ово предузеће је своје дугометражне игране филмове радило само у домаћој копартиципацији или у страној копродукцији.
Недостатак самосталне продукције је успоравало снимање играних филмова и онемогућавао снажнију политичку пропаганду преко филма а црногорска власт је настојала створити услове који ће унапредити кинематографију  и осигурати средства за снимање играних филмова подобних за идеолошке циљеве.
Зато је успостављен и потписан Друштвени договор о унапређивању кинематографије у ЦГ између Извршног већа Црне Горе, Републичке конференције Социјалистичког савеза радног народа (РК ССРН), Већа синдиката ЦГ, Привредне коморе, Самоуправне интересне заједнице (СИЗ) за културу ЦГ, Заједнице образовања за територију ЦГ, РТВ Титоград, удружења филмских радника, републичког центра за културно-уметничку делатност, предузећа за производњу ( Филмски студио Титоград) и дистрибуцију филмова (Зета филм Будва) и секције за приказивање филмова у ЦГ.
Циљ је био да се заједничким снагама свих потписника осигурају:
- повољни друштвени услови за подстицај и брзи развој кинематографије у ЦГ
- да се створе услови за повремену производњу филмова од изузетног друштвеног значаја
- да се филмском документацијом прати друштвено-економски и политички развој ЦГ
- осигурају услови за развој техничке базе.
- да се увозе филмови који одговарају темама социјалистичког управљања
- побољшање услова у биоскопима
- оснивање филмског архива ЦГ, унапређивање фимске критике, публицистике, аметеризма
- да се црногорска кинематографија повеже са привредом и кинематографијом других република.

Договерено је и интегрисање предузећа за производњу филмова Филмски студио Титоград и радне организације за промет и дистрибуцију филма Зета филм у јединствену радну организацију Зета филм Будва.
Спајање је обављено 1.октобра 1979 године.

## Продукција филмова
| Год.   | Назив                        | Улога |
| ------ | ---------------------------- | ----- |
| 1960-е |                              |       |
| 1967.  | Палма међу палмама           |       |
| 1968.  | Лелејска гора                |       |
| 1969.  | Срамно лето                  |       |
| 1969.  | Низводно од сунца            |       |
| 1970-е |                              |       |
| 1973.  | Упркос свему-Живјети за инат |       |
| 1973.  | Свадба (филм)                |       |
| 1974.  | Дервиш и смрт (филм)         |       |
| 1975.  | Оковани шофери               |       |
| 1976.  | Врхови Зеленгоре             |       |
| 1977.  | Бештије (филм)               |       |
| 1979.  | Човјек кога треба убити      |       |